# Aulon (Alto Garona)
Aulon é uma comuna francesa na região administrativa da Occitânia, no departamento do Alto Garona. Estende-se por uma área de 14.90 km², com 310 habitantes, segundo o censo de 2018, com uma densidade de 21 hab/km².